# Festival International 1949 de Jazz

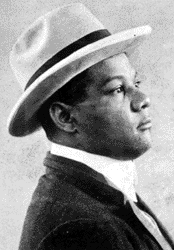
Sidney Bechet

Das Festival International 1949 de Jazz war ein Jazzfestival, das vom 8. bis 15. Mai im Pariser Salle Pleyel stattfand.
Der Organisator Charles Delaunay organisierte ähnliche Festivals auch 1952 und 1954 in Paris (Festival International de Jazz), wobei das 1952er Festival durch Jazz at the Philharmonic abgeschlossen wurde.

## Das Festival vom 8. bis 15. Mai 1949

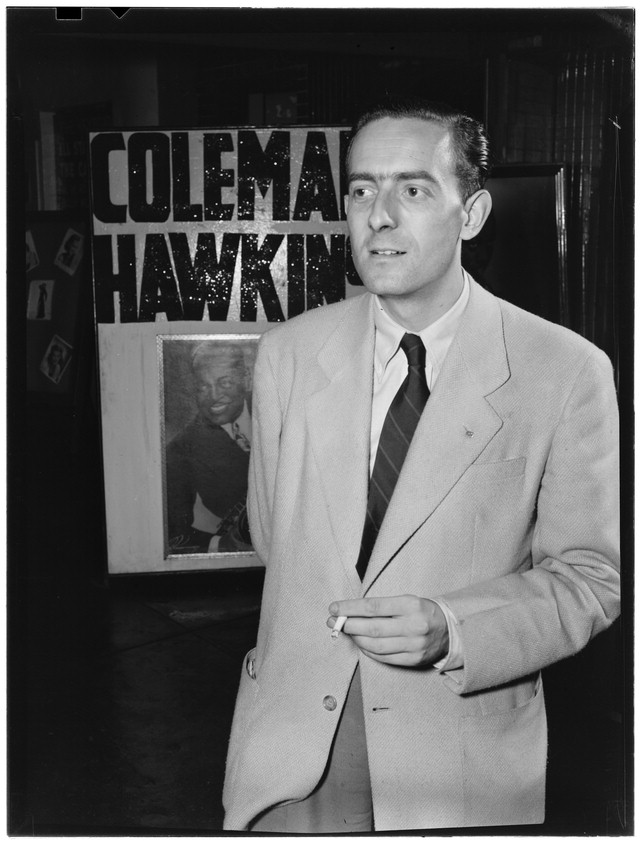
Charles Delaunay auf der New Yorker 52nd Street, ca. Oktober 1946.
Fotografie von William P. Gottlieb.

Spätestens seit der Ankunft von Dizzy Gillespie 1948  hatte der Jazz in Paris einen großen Aufschwung erlebt; so organisierten im Frühjahr 1949 Charles Delaunay, Franck Bauer, Eddie Barclay und seine Frau Nicole eine „große Woche des Jazz“. Gebucht wurden  allein elf US-amerikanische Musiker wie Kenny Clarke, Tadd Dameron, Miles Davis, Al Haig, James Moody, Charlie Parker und Max Roach; hinzu kamen europäische Künstler wie Toots Thielemans und Hazy Osterwald. Die französische Jazzszene wurde u. a. durch Aimé Barelli, Jack Diéval, Hubert Rostaing repräsentiert. Der traditionelle Jazz war durch Sidney Bechet und Pete Johnson vertreten, die (damals) „mittlere Welle des Jazz“ (Vian) durch Oran „Hot Lips“ Page und „Big Chief“ Russell Moore und die
„neue“ Bewegung im Jazz durch Charlie Parkers Quintett und das Tadd Dameron/Miles Davis Quintett.
Den meisten Erfolg hatte aber schließlich der in Paris lebende Sidney Bechet; mit Nummern wie „High Society“ brachte er das Publikum zum Rasen, so Charlie Parkers Biograph Ross Russell, während Parkers eher intimer Set lediglich bei den Avantgardisten im Publikum wie Boris Vian und Delaunay Anerkennung  fand, beim breiten Publikum aber weniger. Parker spielte die Titel, mit denen er zuvor bei seinen
Royal Roost-Konzerten 1948/49 Erfolge gefeiert hatte, wie „Scrapple from the Apple“, „Out of Nowhere“, „Barbados“, „Salt Peanuts“ und das „52nd Street Theme“. Charlie Parker trat mit seiner Band aus Kenny Dorham, Tommy Potter, Al Haig und Max Roach am Eröffnungstag, dem 8. Mai sowie am Montag, den 9. Mai auf; außerdem fand beim Abschlusskonzert am 15. Mai eine Jam-Session mit Parkers Band, Miles Davis, Aimé Barelli, Hubert Rostaing, Bechet, Don Byas, James Moody, Toots Thielemans und Hazy Osterwald als Vibraphonist statt. Genannt wurde das Ganze später „Farewell Blues“; hier trafen Bebop, Tradition und Mainstream aufeinander. Wilson und Ulfert Goeman zitieren in ihrer Parker-Biographie André Hodeirs Meinung, dass Birds Auftritt „die zentrale Attraktion des Festivals war, auch wenn ein Großteil des Publikums seine Musik nicht verstand“.

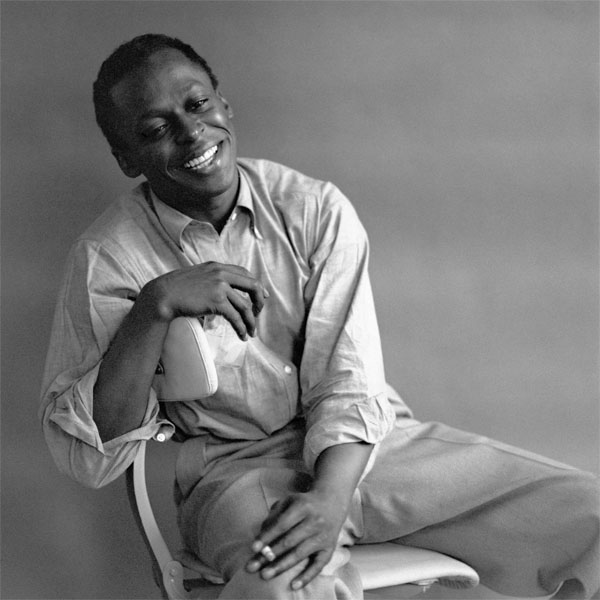
Davis Mitte der 1950er Jahre

Das Tadd Dameron/Miles Davis Quintett trat am 9., 10., 14. und 15. Mai auf. Boris Vian lobte in einer zeitgenössischen Kritik „die äußerst fein entwickelte harmonische Vorstellungskraft“ Damerons, „und sein Spiel ist wunderbar auf das Spiel von Miles Davis abgestimmt“. Vian erkannte schon damals seine Talente in den langsamen und mittelschnellen Stücken: „er verfügt über eine unverschnörkelte und sparsame Phrasierung, die echt hinreißend ist. Er beendet die unerwartetsten Phrasen mit einer verblüffenden Logik und Ungezwungenheit.“ Außerdem hob Vian in seiner Besprechung den Einsatz James Moodys sowie der Rhythmusgruppe aus Kenny Clarke und Barney Spieler hervor.
Hot Lips Page wurde von französischen Musikern begleitet, von Bernard Peiffer am Klavier, Roger Paraboschi am Schlagzeug und Jean Bouchéty am Bass; hinzu kamen der Posaunist „Big Chief“ Russell Moore, der Tenorist Don Byas und der Altist George Johnson. Vian fühlte sich bei deren Musik an den  „Jump“-Stil der 1930er Jahre erinnert. Sidney Bechet wurde von Pierre Braslavskys Orchester begleitet.

## Auswirkungen des Festivals
Der Erfolg der Pariser Festivals war ein Initialfunke für die Ausbreitung des Bebop auf dem Kontinent. Die Beachtung, die die US-amerikanischen Musiker in Paris fanden, „war weit von dem entfernt, was in Amerika galt,“ schrieb Ross Russell, „die Kritiker, die für die Pariser Zeitungen über das Festival berichteten, waren die gleichen, die wichtige Matineen, Symphoniekonzerte und Opern rezensierten. Neue Jazzplatten wurden mit der gleichen Ernsthaftigkeit vorgestellt wie neue Bücher.“ Im Großen und Ganzen sahen sich schwarze Musiker in Europa weniger Diskriminierungen ausgesetzt als bei ihnen zu Hause, „und ohne Frage wurde ihre Musik viel mehr verehrt und respektiert und hatte einen kulturellen Status“, schrieb Mike Hennessey in seiner Kenny-Clarke-Biographie. Der durchschlagende Erfolg des Pariser Festivals trug dazu bei, dass sich ein damals teilnehmender Musiker, Kenny Clarke in Paris niederließ; später kamen  auch Bud Powell, Woody Shaw, Dizzy Reece, Slide Hampton, Jimmy Woode, Johnny Griffin, Kenny Drew und Nathan Davis in die französische Hauptstadt. Miles Davis meinte später zu der besonderen Atmosphäre in seinen Erinnerungen:  

„Es war ein völlig neues Gefühl. Die Freiheit, in Frankreich zu sein und als Mensch behandelt zu werden. Als wichtiger Mensch. Sogar der Sound unserer Band und die Musik waren hier besser.“

## In Paris 1949 entstandene Aufnahmen (Auswahl)

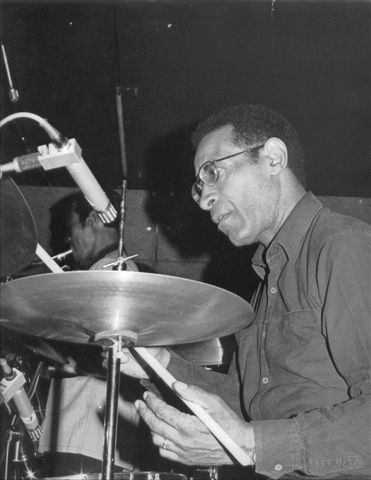
Max Roach, 1979

- The Miles Davis/Tadd Dameron Quintet in Paris - Festival International 1949 de Jazz (Columbia)
- Charlie Parker: The Bird in Paris (Spotlite, 1949)

## Übersicht über die mitwirkenden Bands und Musiker
- Sidney Bechet
- The Miles Davis/Tadd Dameron Quintet mit James Moody, Barney Spieler und Kenny Clarke
- Pete Johnson
- Big Chief Russell Moore
- Hot Lips Page
- Charlie Parker Quintett mit Kenny Dorham, Al Haig, Tommy Potter und Max Roach

- Ferner waren laut Plakat angekündigt: Don Byas, Bill Coleman, Rex Stewart, Jimmy McPartland, Vic Lewis Orchestra, Carlo Krahmer Orchestra, Toots Thielemans Trio & Les Bob Shots, Hazy Osterwald und sein Quintett mit Ernst Höllerhagen, Aimé Barelli, Armando Trovajoli, André Ekyan, Hubert Rostaing, Jean Claude Fohrenbach, Bernard Peiffer Trio, Jack Diéval & son Quintette avec Hubert Fol, Django Reinhardt& son Quinette, Claude Luter.[10]

## Quellen

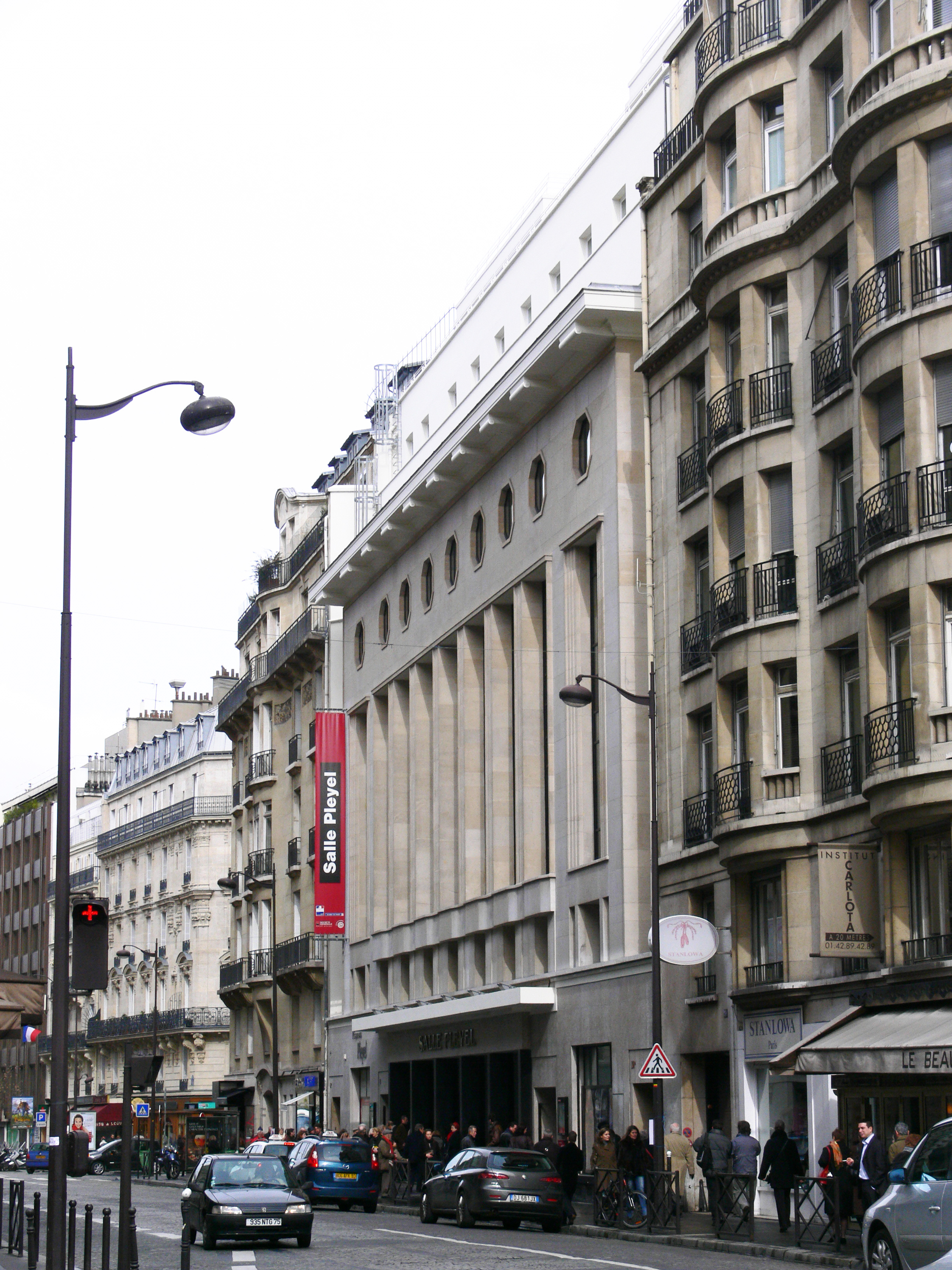
Salle Pleyel, Außenansicht